# 아르셀리아 라미레스
아르셀리아 라미레스(Arcelia Ramírez, 1967년 12월 7일 ~ )는 멕시코의 배우이다.

## 출연 작품
- 라 시빌 (2021)
- 노 원 윌 에버 노우 (2018)
- 베로니카 (2017)
- 어 서커스 테일 & 어 러브 송 (2016)
- 암울한 거리 (2015)
- 서치스 (2013)
- 사랑해, 매기 (2013)
- 비트윈 나잇 앤 데이 (2011)
- 더 리즌스 오브 더 하트 (2011)
- 하늘 (2007)
- 더 라스트 게이즈 (2006)
- 걸 온 더 스톤 (2006)
- 왼손잡이 (2003)
- 제비꽃 향기 - 아무도 믿지 않는다 (2001)
- 그것은 인생 (2000)
- 고수풀과 미나리 (1998)
- 달콤 쌉사름한 초콜릿 (1992)
- 벤자민의 여자 (1991)